# Eclissi solare del 25 dicembre 1935
L'eclissi solare del 25 dicembre 1935 è un evento astronomico che ha avuto luogo il suddetto giorno attorno alle ore 17.59 UTC. Questa eclissi solare anulare ha attraversato la Terra della Regina Vittoria, la Terra di Wilkes, la Terra di Mac. Robertson e la Terra di Enderby, oltre alla Terra della Regina Maud in Antartide. L'anularità è stata visibile anche in alcune aree del Sud America.
L'eclissi è durata 1 minuto e 30 secondi; L'eclissi del 25 dicembre 1935 è stata la quinta eclissi solare del 1935 e l'84ª nel XX secolo. La precedente eclissi solare si è verificata il 30 luglio 1935, la seguente è avvenuta il 19 giugno 1936.Solitamente avvengono due eclissi solari all'anno; nel 1935 ne sono avvenute cinque, l'anno del XX secolo che ha avuto il maggior numero di eclissi solari, comprese 4 eclissi solari parziali e 1 eclissi solare anulare, quest'ultima, la quinta, è stata l'unica anulare. Il prossimo anno in cui si avranno 5 eclissi, il massimo possibile, sarà il 2206.

## Eclissi correlate

### Eclissi solari 1935 - 1938
Questa eclissi è un membro di una serie semestrale. Un'eclissi in una serie semestrale di eclissi solari si ripete approssimativamente ogni 177 giorni e 4 ore (un semestre) a nodi alternati dell'orbita della Luna.

### Ciclo di Saros 121
L'eclissi appartiene al ciclo di Saros 121, che si ripete ogni circa 18 anni, 11 giorni e 8 ore e contiene 71 eventi. La serie è iniziata con un'eclissi solare parziale il 25 aprile 944. Comprende eclissi totali dal 10 luglio 1070 al 9 ottobre 1809. Comprende eclissi ibride avvenute il 20 ottobre 1827 e il 30 ottobre 1845. Comprende eclissi anulari dall'11 novembre 1863 al 28 febbraio 2044. La serie termina al membro 71 con un'eclissi parziale il 7 giugno 2206. L'eclissi totale più lunga si è verificata il 21 giugno 1629, con la massima durata di una eclissi totale di 6 minuti e 20 secondi. L'eclissi anulare più lunga si verificherà il 28 febbraio 2044, con la massima durata dell'anularità di 2 minuti e 27 secondi.